# International Immunopharmacology
International Immunopharmacology, en abrégé Int. Immunopharmacol., est une revue scientifique mensuelle, fondée en 2001 et éditée par Elsevier, dont la thématique porte essentiellement sur des contenus ayant trait à l’immunopharmacologie.
Anciennement  nommé Immunopharmacology de 1978 à 2000, le contenu éditorial fusionne avec l’International Journal of Immunopharmacology (Int. J. Immunopharmacol.) dès 1979 avant d’aboutir au titre actuel en 2001.
Son facteur d’impact se chiffre à 2,472 en 2014 puis 3,943 en 2019, classant ainsi sa parution — selon les statistiques émises par l’ISI Web of Knowledge — au 118e rang parmi 254 revues axées sur la pharmacologie et la pharmacopée et 87e au regard de 148 autres périodiques traitant plus spécifiquement d’immunologie,.

## Buts et finalités
Cette publication se revendique comme représentant le principal vecteur de documents de recherche originaux relatifs aux champs d’application suivants :
- immunologie
- pharmacologie
- biologie des cytokines
- immunothérapie
- immunopathologie
- immunotoxicologie

### Visées scientifiques
Les objectifs envisagés incluent une palette informative qui vise à approfondir les connaissance scientifiques s’appliquant notamment aux domaines d’exploration suivants :
- Études cliniques faisant appel aux diverses facettes de l’immunothérapie, y compris l’utilisation d’agents bactériens et chimiques, d’hormones thymiques, d’interféron, de lymphokines et/ou autres apports apparentés intervenant dans les champs afférents à la transplantation et au traitement de pathologies telles que le cancer, l’immunodéficience, les infections chroniques, les troubles allergiques, inflammatoires ou auto-immuns.
- Études sur les mécanismes d’action associés à des agents ciblant un ensemble de paramètres spécifiques ayant trait à la compétence immunitaire associée à l’état clinique.
- Études précliniques sur l’animal et observations in vitro par rapport aux mécanismes d’action des immunopotentiateurs, immunomodulateurs, immunoadjuvants et autres agents pharmacologiques actifs sur les cellules et participant aux réponses immunitaires ou allergiques.
- Composés pharmacologiques, produits microbiens et agents toxicologiques agissant sur le système lymphoïde ainsi que leurs mécanismes d’action.
- Agents exerçant une action sur les gènes, voire modifiant la transcription et la transduction subordonnée à la réponse immunitaire.
- Substances activées — générées ou libérées par voies immunologiques ou connexes — dont le substrat demeure pharmacologiquement actif.
- Production, fonction et régulation des cytokines et de leurs récepteurs.
- Études pharmacologiques classiques au regard des effets liés aux chimiokines et aux facteurs bioactifs libérés au cours de réactions immunologiques.
- Études sur la nature et la fonction des récepteurs de médicaments et d’hormones sur les lymphocytes et autres cellules du système immunitaire.
- Études sur les facteurs cellulaires ou humoraux modifiant le système immunitaire en provoquant une cytotoxicité tout en induisant la production d’anticorps et en médiant les réponses inflammatoires.
- Développement d’essais immunologiques et leurs applications envers la maladie en y incluant les essais médicamenteux afférents aux hormones, aux nucléotides cycliques, aux antigènes tumoraux et autres explorations en devenir.